# 一条山
一条山（いちじょうさん、いちじょうやま）は京都市左京区にある標高約130 mの山。

## 概要
京都市左京区の岩倉西部に位置する小高い山であり、「岩倉五山」のひとつに数えられる。もともとの標高は143 mだが、1980年代に始まった宅地造成事業により130 mまで削られた。山の北側を長代川が流れ、南側には妙満寺が位置する。

## 乱開発事件
1981年、中山観光（後にナカサンに社名変更）が開発業者となり宅地造成事業を計画した。京都市は、開発予定地4 haのうち山頂部分を含め約4割を緑地として残すことを条件に開発を許可し、京都府も1982年に森林法に基づく許可を出した。ところが、業者は条件を大きく超えて宅地造成を進めたため、1983年2月に京都市が工事停止命令を出した。しかし、その時点で山の稜線は大きく削られて山肌が剥き出しになっており、山頂部分のみ樹木が残された姿から「モヒカン山」と呼ばれるようになった。
その後1989年10月に、京都市はすでに原状回復が困難な状態であることを理由として、開発区画の2割を市に寄付する条件で山を全面的に切り崩す再開発許可を出した。同決定に反発した周辺住民で作られた「一条山と岩倉周辺の環境を守る会」は市の開発審査会に審査請求し、同審査会は1992年に市の許可は不合理であるとして取り消した。これに対し業者側は建設省に再審査を求め、同省は「住民に審査請求の資格はない」として裁決を取り消した。
ただ、京都府が森林法に基づく許可申請を受け付けなかったため、工事は再開されなかった。業者側は府の対応が違法であるとして提訴したが、訴えは却下された。業者はいったん控訴したが2000年5月に取り下げ、府・市との協議を進めた。その結果、緑地面積を44%残すこと、143 mの山頂を130 mまで削ってなだらかな斜面を復元すること等を盛り込んだ新開発計画が合意された。これにより、宅地開発面積は25％減少し、緑地面積は9,500 m2から18,000 m2に増加した。その後、住民側の要望に基づいて緑地部分は市に寄付することも決定した。2005年に事業を引き継いだ別の不動産会社が約20年ぶりに工事を再開し、2007年12月25日に完成した。

## アクセス
- 京都バス40・50・52系統で「一条山」下車すぐ